# Comuna Ciorna, Cemerivți
Ciorna (în ucraineană Чорна) este o comună în raionul Cemerivți, regiunea Hmelnîțkîi, Ucraina, formată din satele Antonivka și Ciorna (reședința).

## Demografie
Componența lingvistică a comunei Ciorna
     Ucraineană (99,2%)
     Alte limbi (0,65%)
Conform recensământului din 2001, majoritatea populației comunei Ciorna era vorbitoare de ucraineană (99,2%), existând în minoritate și vorbitori de alte limbi.